# Licuala poonsakii
Licuala poonsakii är en enhjärtbladig växtart som beskrevs av Donald R. Hodel. Licuala poonsakii ingår i släktet Licuala och familjen Arecaceae. Inga underarter finns listade i Catalogue of Life.